# La casa Tellier (raccolta)
La casa Tellier (La Maison Tellier) è una raccolta di racconti in lingua francese di Guy de Maupassant, pubblicata per la prima volta dall'editore Victor Havard il 21 aprile 1881, e in edizione ampliata dall'editore Paul Ollendorff nel 1891.

## Racconti
La raccolta del 1881, dedicata a Ivan Turgenev, era costituita dai seguenti otto racconti:
1. La casa Tellier (La Maison Tellier) (inedito)
2. Sull'acqua (Sur l'eau), pubblicato in precedenza sulla rivista Le Bulletin français del 10 marzo 1876, firmato da Maupassant con lo pseudonimo di Guy de Valmont
3. Storia di una ragazza di campagna (Histoire d'une fille de ferme), pubblicato in precedenza sulla rivista Revue Politique et littéraire, detta anche Revue Bleue, il 26 marzo 1881
4. In famiglia (En famille), pubblicato in precedenza sulla rivista La Nouvelle Revue del 15 febbraio 1881
5. Il babbo di Simon (Le Papa de Simon), pubblicato in precedenza sulla rivista La Réforme politique, littéraire, philosophique, scientifique et économique del 1º dicembre 1879
6. Una scampagnata (Une partie de campagne), apparso su La Vie moderne del 2 e del 9 aprile 1881
7. A primavera (Au printemps) (inedito)
8. L'amante di Paul (La Femme de Paul) (inedito)

Nell'edizione del 1891 fu aggiunto un nono racconto:
- Le sepolcrali (Les Tombales), pubblicato sul numero del 9 gennaio 1891 del quotidiano Gil Blas e collocato al secondo posto nella raccolta.

## Edizioni

### In lingua francese
- Guy de Maupassant, La Maison Tellier, Paris: Victor Havard, 1881 (Prima edizione disponibile sul sito Gallica)
- La Maison Tellier, nouvelle édition augmentée, Paris: Paul Ollendorff, 1891 (edizione ampliata, disponibile sul sito Gallica)
- Guy de Maupassant, Contes et nouvelles; texte établi et annoté par Louis Forestier, Vol. I, Coll. Bibliothèque de la Pléiade, Paris: éditions Gallimard, 1974, ISBN 978-2-07-010805-3

### Traduzioni in lingua italiana
- Casa Tellier: novelle; trad. di P. E. Francesconi, Milano : Fratelli Treves, 1897
- Una casa di tolleranza, Napoli : M. Nobile, 1900
- Casa Tellier ed altre novelle, Milano : Casa Ed. A. Cervieri, 1914
- Casa Tellier; traduzione dal francese di Marco Smeriglio, Roma : Ed. Documento, 1944
- La casa di madama Tellier e altri racconti; a cura di Egidio Bianchetti, Milano : Mondadori, 1950
- La casa Tellier; traduzione di Oreste Del Buono, Coll. Biblioteca universale Rizzoli n. 228-229, Milano : Rizzoli, 1950
- Il piacere : tre racconti : La maschera ; La casa Tellier ; La modella; a cura di Salvo Mastellone; Milano: Ed. Mastellone, 1952
- Casa Tellier ed altri racconti; illustrazioni di Renê Lelong, Roma: Astra, 1956
- La casa Tellier; traduzione di Mario Picchi; introduzione di Edda Melon, Firenze : Sansoni, 1965
- Boule de suif; La casa Tellier; Primi racconti ; cronologia, bibliografia e prefazione di Gilbert Sigaux; con un saggio introduttivo di Henry James; illustrazioni originali di Christian Broutin, Ginevra : Edito-service, 1971
- La casa Tellier; introduzione di Sylvie Thorel-Cailleteau; traduzione di Oreste Del Buono, Milano: Biblioteca universale Rizzoli, 1996, ISBN 88-17-17116-6